# Cecil’s Dance
Cecil’s Dance ist ein Jazzalbum von Ab Baars, Joost Buis und Berlinde Deman. Die am 23. April 2023 im Bimhuis, Amsterdam entstandenen Aufnahmen erschienen 2024 auf Wig Records.

## Hintergrund
Ab Baars habe sich in den letzten Jahrzehnten zu einem der zentralen Gestalten des niederländischen Jazz entwickelt, der sich natürlich hauptsächlich auf Amsterdam konzentriere, notierte Mark Corroto. Er sei in großen Formaten wie dem Instant Composers Pool, im Duo mit seiner Partnerin Ig Henneman oder bei Auftritten mit der Anarcho-Punk-Band The Ex zu hören. Der Posaunist Joost Buis schloss sich Baars Quartett für die Duke-Ellington-Hommage Kinda Dukish (2005) und später im Duo für Moods for Roswell (2020) an, einer Hommage an den Posaunisten Roswell Rudd. Bei Cecil’s Dance bilden Baars und Buis mit der Tuba von Berlinde Deman ein Trio. Deman ist vielleicht am besten als Mitglied der Big Band Flat Earth Society bekannt. Sie spielt hier auch den Serpent, einen Vorläufer der Tuba aus dem 16. Jahrhundert.
Neben Richard Rodgers’ „This Almost Was Mine“ und Guillaume de Machauts „Louange des Dames“ spielte das Trio Stücke von Baars. In „Portret van de Selfkicker“ wird der Lyriker Johnny van Doorn (1944–1991), alias Johnny the Selfkicker, Gegenstand einer Improvisation. Ein Teil seines Textes wird deklamiert, wobei die Instrumente sofort bereit sind, die verstörenden Worte eines Mannes, der die Grundlage des Konzepts des „Urgedichts“ bildete, noch weiter ins Chaos zu stürzen.

## Titelliste
- Ab Baars, Joost Buis, Berlinde Deman: Cecil's Dance (Wig)

1. For John 3:32
2. The Sky and the Sea 6:40
3. Kikiriki 3:58
4. This Nearly Was Mine (Richard Rodgers) 8:04
5. Shuffle for Tristan (Baars, Buis, Deman) 1:50
6. Jackdaw 4:14
7. Portret van de Selfkicker 3:14
8. Faintly White 2:26
9. Cecil's Dance 7:26
10. Louange des dames (Guillaume de Machault) 4:04

Wenn nicht anders vermerkt, stammen die Kompositionen von Ab Baars.

## Rezeption

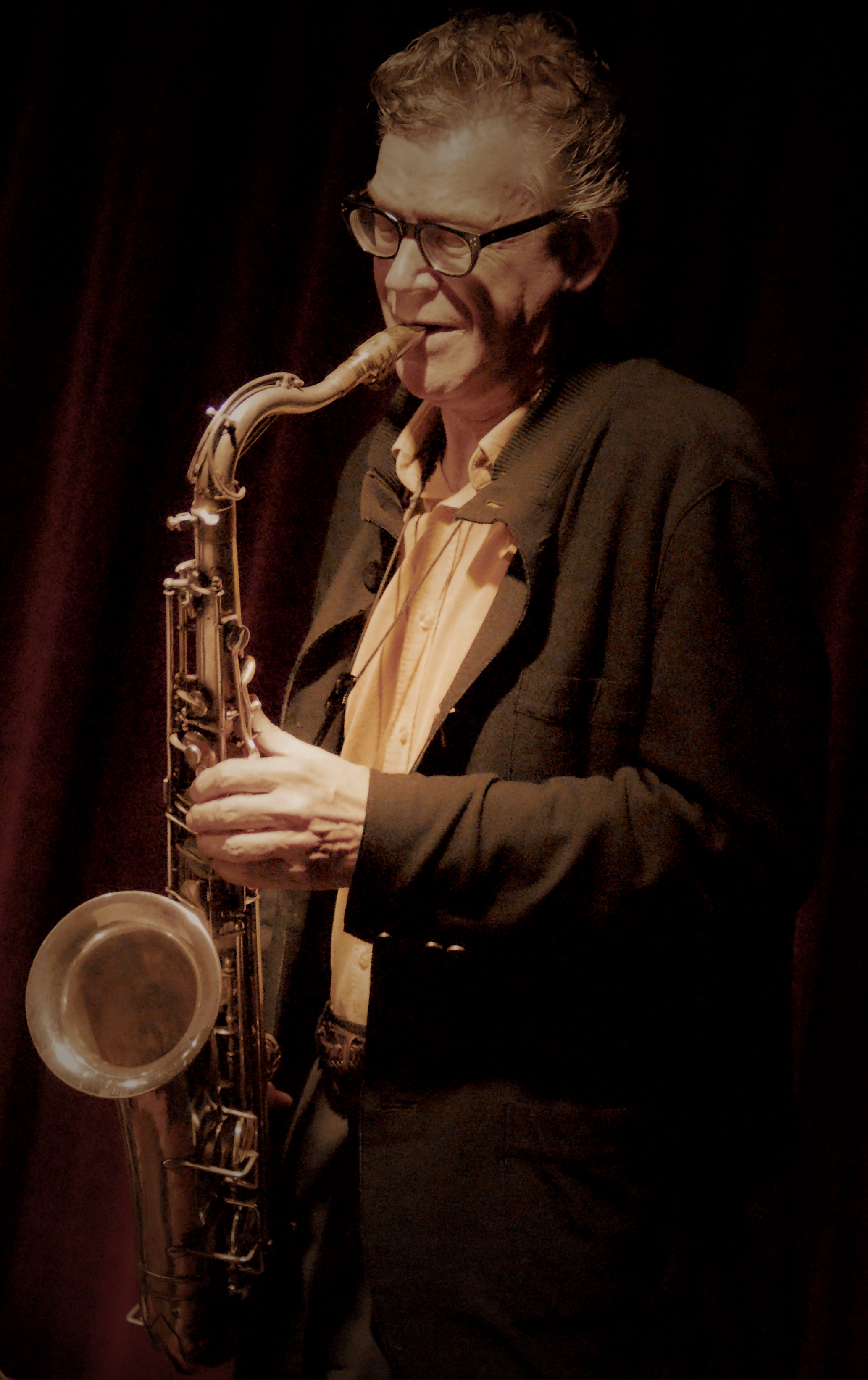
Ab Baars im Mirliton Theater Utrecht 2014

Nach Ansicht von Mark Corroto, der das Album in All About Jazz rezensierte, präsentiere sich hier mit dem Trio Baars Buis Deman „ein Kammerjazz-Ensemble mit der Haltung einer kompakten Marching Band, bestreut mit freiem Improvisationszauberstaub“. Die Musik, wie etwa „For John“, könnte der Soundtrack zu einem Zeichentrickfilm sein, der leicht der surreale Action-Soundtrack sein könnte, in dem Bugs Bunny von Elmer Fudd verfolgt werde.
Drei Bläser, zwei niederländische Herren und eine belgische Dame, in einer bemerkenswerten Klangkombination aus Klarinette oder Shakuhachi (japanische Flöte), Posaune und Tuba oder Serpent, hieß es in stereotype. Dies sei faszinierende Musik, freie Klänge mit Anklängen an zeitgenössische komponierte Musik, orientalische Folklore und gedämpften Kammerjazz.
Cecil's Dance sei eine wunderschöne Interpretation von zehn Stücken von Ab Baars, die wirklich das gesamte Feld der freien Improvisation abdecken, schrieb Rinus van der Heijden in JazzNu. Sie würden zwischen unerbittlicher Freiheit und (Jazz-)Tradition pendeln, zwischen Unbefangenheit und Beherrschung, zwischen Unruhe und Ruhe, kurzum zwischen allem, was Improvisationsmusik abdeckt.
Dies werde der Bedeutung dieser Musikrichtung voll und ganz gerecht. Wie sonst als mit diesen niederländischen Musikern bestehe die Möglichkeit, die freie Improvisation weiterzuentwickeln und zu würdigen.

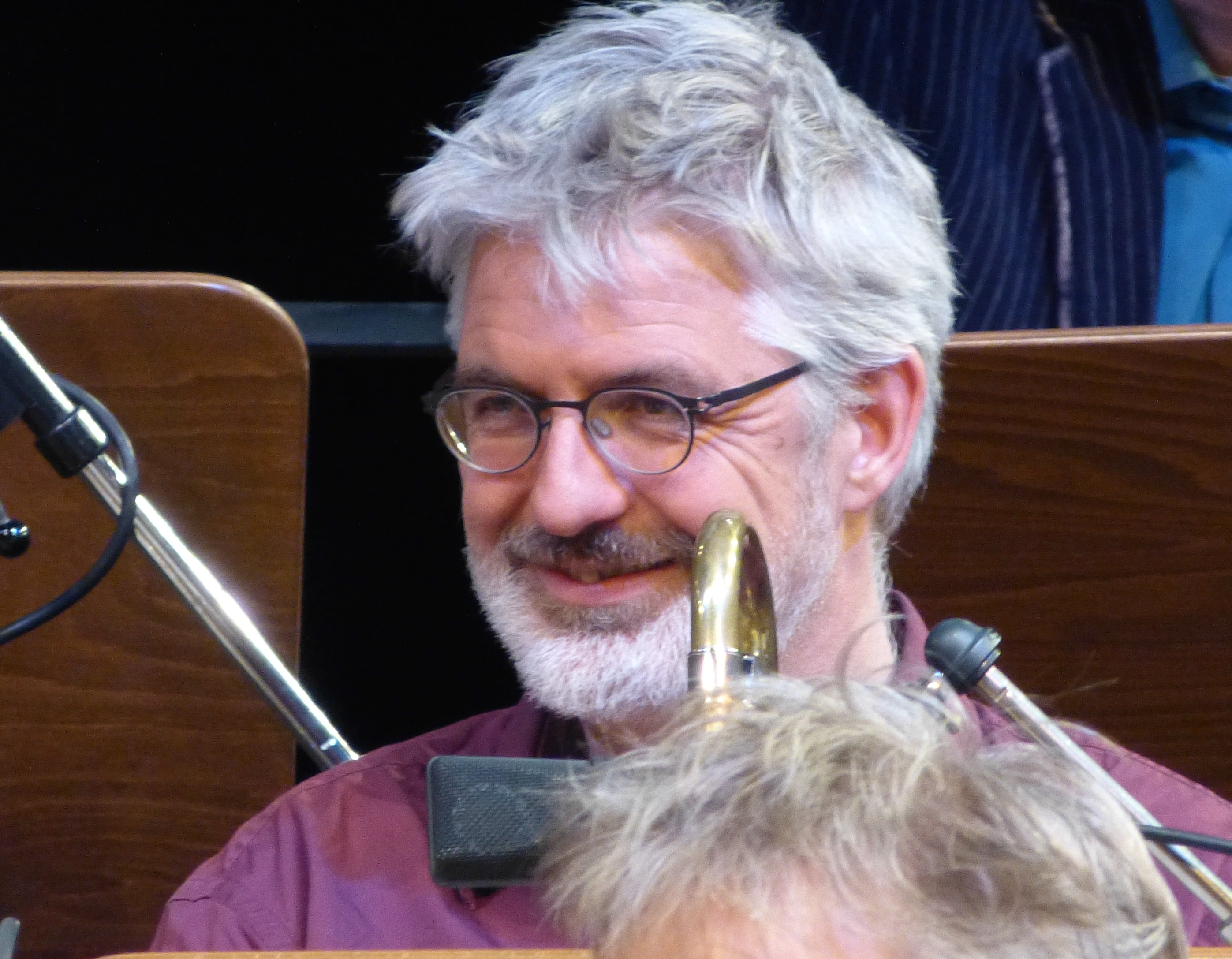
Joost Buis

Cecil’s Dance zeige, wie das Terrain der Freiheit noch weiter erweitert werden kann, schrieb van der Heijden weiter. Ein Stück wie „This Almost Was Mine“ lasse einen von Gefühlen erschauern: Ein auf dem Blues basierendes Thema lege einen zarten Teppich aus, auf dem sich Klarinette, Posaune und Tuba abwechselnd auf raffinierte Weise verbinden und melodisch umeinander flattern. Cecil's Dance fessle vom ersten Ton an, und Ab Baars könne seine über Jahrzehnte entwickelte Gelehrsamkeit zum Ausdruck bringen, Joost Buis sein vergleichbares Können auf der Posaune und Belinde Deman ihren ungezügelten Blick auf ungewöhnliche Instrumente wie Tuba und Serpent. Wenn diese drei Musiker diese einzigartigen Qualitäten nicht hätten, wäre Cecil's Dance jeder Würde beraubt. Nun erheben sie dieses Album zur musikalischen Skulptur.
Das Trio würde die skurrilen, lyrische, verrückten und widerspenstigen  Kompositionen von Ab Baars spielen, sowie spontane offene Improvisationen, schrieb Guy Peters. Das Ergebnis sei eine leicht schiefe Art von Kammerjazz, der im freien und spontanen Spiel schwelge, während er das Unbeholfene und Vorhersehbare vermeide. Stattdessen könnte es einem humorvollen Tanz ähneln, der anmutige Bewegungen und plötzliche Finten beinhalte, mit gelegentlichen Anspielungen auf das Jazz-Repertoire und dem Geist der Neuerfindung, der mit hartnäckiger Zuverlässigkeit pulsiere. Die Kombination von drei Bläsern könne die festliche Stakkato-Energie einer Blaskapelle, die dampfende Frontlinie eines New-Orleans-Jazz-Ensembles oder vielleicht auch nur von drei Menschen annehmen, die atemlos auf eine Rhythmusgruppe warten. Dieses Trio sei nichts weniger als ein wahres Traumensemble, das zu einer unendlichen Vielfalt an Klangfarben fähig ist, vom tiefsten Tuba-Tief bis zum höchsten Shakuhachi-Hoch und den Klängen dazwischen.